# Гармацьке
Гармацьке (рос. Гармацкое; рум. Harmațca) — село в Дубоссарському районі в Молдові (Придністров'ї). Знаходиться за 20 км від районного центру та 72 км від Кишинева. Населення — близько 4000 осіб. В селі є середня школа, дві бібліотеки, Будинок культури, два поштових відділення, два стадіони, готель, 2 лікарні, дитячий садок, 5 магазинів, 4 бари, 3 перукарні та поліклініка.
Уродженцем села є Линниченко Платон Костянтинович (1884—1937) — громадський і державний діяч, один із засновників Українського Червоного Хреста.
Станом на 2004 рік у селі проживало 8,5% українців.